# Дітріх Букстегуде
Ді́тріх Букстегу́де (нім. Dieterich Buxtehude, дан. Diderik Buxtehude) (бл. 1637, Гельсінгборг — 9 травня 1707, Любек) — видатний німецький органіст і композитор данського походження епохи бароко. Один із основних представників північнонімецької органної школи.
В XVII столітті Букстегуде був одним із найвідоміших музикантів Німеччини, досягнув високої репутації та слави. Його творчість мала значний вплив на композиторів наступних поколінь. До наших днів дійшло понад 250 його творів.

## Біографія

### Ранні роки
Дітріх Букстегуде народився, ймовірно, у Гельсінгборзі, який тоді належав Данії. Точна дата народження Дітріха не відома і навіть рік його народження заснований на розрахунках і не підтверджений документально. Батько майбутнього композитора, Йоганнес Букстегуде, працював органістом в лютеранській церкві Святої Марії, а його мати, ймовірно німкеня, померла рано. В 1641 році батька Дітріха призначили органістом у парафіяльній церкві Святого Олава в Гельсінгері, розташованому на 50 км північніше від Копенгагена. Цього ж року батько одружився вдруге з датчанкою на ім'я Хелле Ясперсдааттер.
Про дитинство Дітріха майже нічого не відомо; дослідники припускають, що з батьками він розмовляв і датською, і німецькою. З шести років відвідував школу в колишньому монастирі кармелітів, де латинська мова, спів і теорія музики були одними із предметів. В 1645 році народився зведений брат Дітріха Пітер, а у наступні роки сім'я поповнилась двома дівчатами, Катериною та Анною, але дати їхнього народження невідомі. Дітріх ріс в багатому музичному середовищі, проте не існує жодного документа, який би міг інформувати про його професійний розвиток, крім цього, ми можемо лише здогадуватися, з ким і як довго навчався один з найвеличніших музикантів.
1657 року, у віці двадцяти років, він отримав перше професійне призначення органіста в соборі Святої Марії в Гельсінгборзі і вже в 23 став шанованим музикантом. 1660 року Дітріха Букстегуде обрали органістом у церкві Святої Марії в Гельсінгері після від'їзду попередника з міста. Тут зарплата Букстегуде втричі перевищувала попередню і була приблизно на шістдесят відсотків більше, ніж у його батька. Будинок, зарезервований в місті для органіста, був сильно пошкоджений, а Дітріх не був одружений, тому він жив з батьками.

### Любек
У листопаді 1667 року органіст церкви Святої Марії в Любеку Франц Тундер помер від гарячки, Дітріх разом із двома іншими кандидатами претендував на посаду. Після прослуховування в грудні його прийняли на пост, а з 11 квітня 1668 року він офіційно став органістом — тут його зарплата була вже вдвічі вища ніж в Гельсінгері. Невдовзі після цього він дав присягу як бюргер Вільного імперського міста Любека, що несло з собою обов'язок служити місту. Любек тоді був членом Ганзи, багатої торгової асоціації міст, яка стала міжнародною економічною силою.
3 серпня 1667 року Дітріх Букстегуде одружився з Анною Маргаретою Тундер, дочкою його попередника. Немає жодного документа, який свідчить про те, що шлюб був умовою для отримання роботи, але в будь-якому разі церква зобов'язала музиканта виплачувати приблизно третину зарплати на утримання його свекрухи та двох її неодружених дочок. У шлюбі народилося семеро дівчат, але лише троє пережили свого батька.
Дітріх був досить привітною людиною, яку дуже любили і музиканти, і уряд міста. Йому вдалося знайти спонсорів, які сприяли виконанню його музичних творів, також, за його пропозицією, на бічних стінах нефа собору Святої Марії збудували дві галереї, які забезпечили місце для додаткових співаків і музикантів. З 1670 року магістрат і церковна рада надали Дітріху право на придбання інструментів і нот та дозвіл на винагороду музикантів і співаків, яких він наймав для грандіозних виступів. В особливих випадках на концертах було до трьох десятків музикантів крім основних семи, які працювали у місті. Влада покривала ці всі витрати.
З 1673 року Букстегуде влаштовував вечірні музичні концерти (Abendmusiken), які в 1646 році розпочав Франц Тундер. Дітріх продовжив цю традицію з великим успіхом. Збережені програми показують, що концерти були великі й дорогі. Вступні збори були мінімальні, більшу частину витрат покривали торгові асоціації та гільдії. Місто Любек та її віртуозний органіст прославилися цими виступами. У 1674 році помер батько композитора.
В період з 1681 по 1684 роки Букстегуде навчав композиції та гри на органі юного Ніколауса Брунса. В подальшому Букстегуде став прикладом наслідування для Брунса. 1687 року Дітріх здійснив єдину задокументовану робочу поїздку до Гамбургу, де випробував нещодавно відремонтований орган в соборі Святого Миколая.
Протягом усіх років перебування на посаді Букстегуде відвідало багато музикантів, студентів та професіоналів — це свідчить про його майстерність у мистецтві композиції та імпровізації. В 1703 році 22-річний Йоганн Маттезон з Гамбурга та 18-річний Георг Фрідріх Гендель з Галле, добрі друзі та водночас талановиті й різнобічні хлопці, приїхали до Любека, щоб представити себе. Букстегуде запропонував змінити його на посаді відразу обом музикантам, поставивши лише за умову, що наступник одружиться з його старшою дочкою, Магдаленою Єлизаветою (нар. 1669), проте ані Маттезон, ані Гендель не зголосилися на цю пропозицію.
Наприкінці жовтня 1705 року юний Йоганн Себастьян Бах прибув до Любека пішки з Арнштадта (відстань 450 км або близько 280 миль), щоб послухати гру Дітріха Букстегуде і відвідати його вечірні концерти. Рада в Арнштадті, де він обіймав посаду органіста близько двох років, надала йому чотиритижневу відпустку. Як би там не було, Бах повернувся назад лише 7 лютого 1706 р. і тому був змушений пояснювати причину своєї відсутності в консисторії.
До останніх днів композитор працював та писав музику. Дітріх Букстегуде помер 9 травня 1707 року у віці 70 років, причина його смерті невідома. Похований у соборі Святої Марії в Любеку. Наступником Букстегуде на посаді став його помічник Йоганн Крістіан Шифердекер, який у червні того ж року одружився з дочкою музиканта.

## Творчість
Детальніше див.: Список творів Дітріха Букстегуде

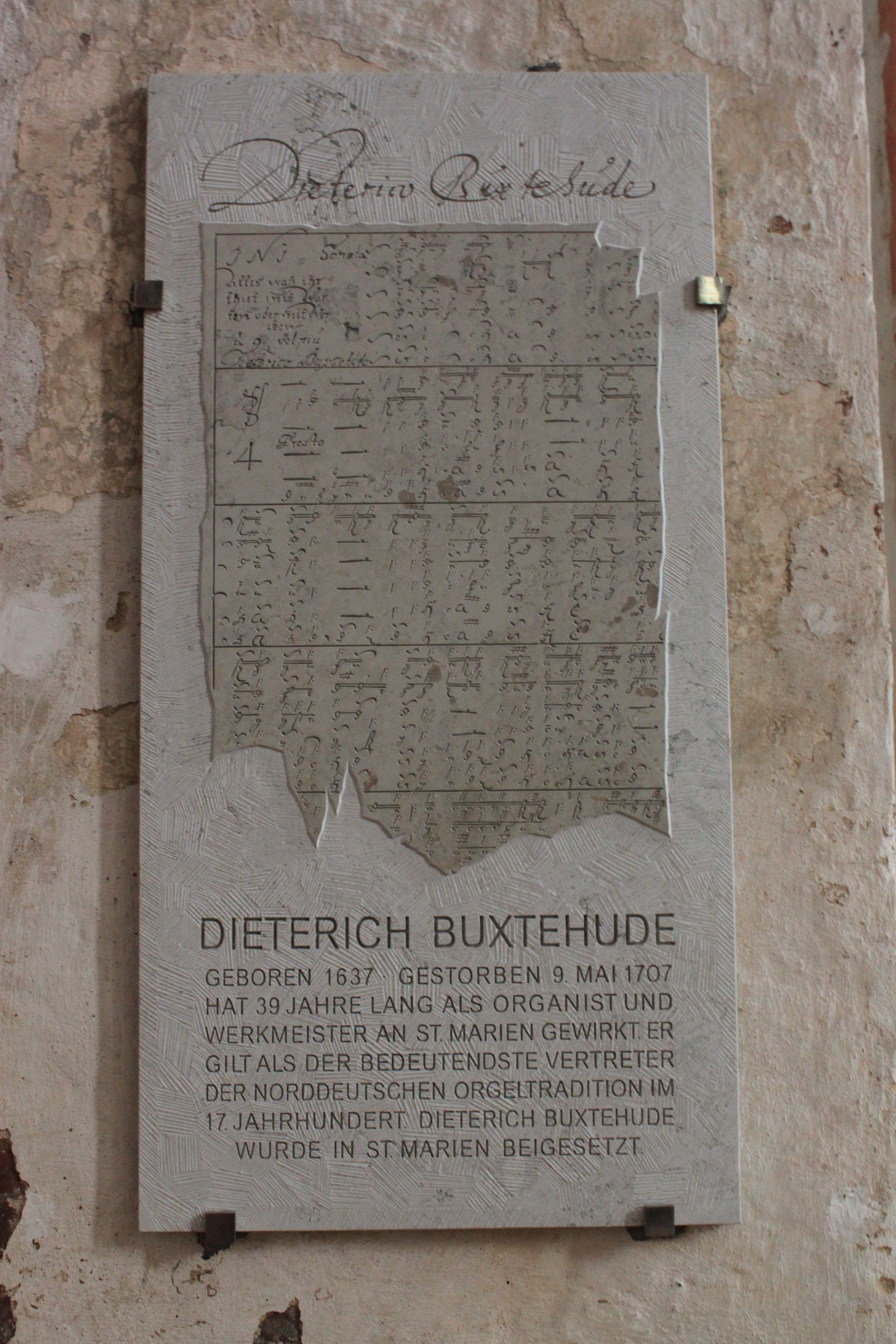
Меморіальна дошка Букстегуде в церкві Святої Марії (зображує фрагмент табулатури)

Букстегуде є одним з творців північнонімецької органної школи, і мав суттєвий вплив на творчість Йоганна Себастьяна Баха. У своїх інструментальних творах звертається до протестантського хоралу. Окрім того, на стиль вокальної музики цього композитора мала певний вплив тогочасна італійська музична традиція.
Значна частина робіт музиканта була втрачена. Зокрема, були втрачені ораторії Букстегуде, які, ймовірно, слугували орієнтиром для Й. С. Баха. Твори, що збереглися, зібрані у каталозі Buxtehude-Werke-Verzeichnis (скорочено BuxWV), їх налічують 275, зокрема:
- вокальні твори (1–135):
  - кантати (1–112);
  - інші, в тому числі 8 арій, 3 мотети, меса, 2 канони і т. п. (113—135);
- Органні композиції (136—225):
  - прелюдії, токати, канцони, канцонети, чакони, пасакалія та фуги (136—176)
  - хоральні прелюдії та магніфікати (177—224)
  - канцонета (225)
- Твори для клавесина (226—251)
  - 19 п'єс (226—244)
  - куранте з варіаціями, п'ять арій з варіаціями, 7 втрачених сюїт (245—251)
- Камерна музика (252—275)
  - 7 сонат, Op. 1 (видано близько 1694) для скрипки, віоли да гамба і генерал-басу
  - 7 сонат, Op. 2 (видані 1696) для скрипки, віоли да гамба і генерал-басу
  - 10 сонат для різних інструментів і генерал-басу

## Вшанування пам'яті
- 1935 року в Любеку на стіні собору Святої Марії Тундеру і Букстегуде встановлено меморіальну дошку. Також є дошка всередині приміщення.
- 1990 року на честь композитора названо астероїд (4344) Букстегуде.
- 8 травня 2004 року в Любеку засновано Міжнародне товариство Дітріха Букстегуде, яке регулярно організовує Європейський фестиваль Букстехуде, програма якого включає виконання стародавньої музики та сучасних композицій.
- 2007 року музей Св. Анни в Любеку вшанував пам'ять композитора великою виставкою. Протягом цього року відбулися численні концерти за участю всесвітньо відомих музикантів.